# Nettleden with Potten End
Nettleden with Potten End is een civil parish in het bestuurlijke gebied Dacorum, in het Engelse graafschap Hertfordshire.